# Cryptoptila immersana
Espèce
Synonymes
- Teras immersana Walker, 1863[1]

Cryptoptila immersana est une espèce de lépidoptères (papillons) de la famille des Tortricidae et qui se rencontre en Australie.

## Description
Cryptoptila immersana a une envergure de 22 mm pour le mâle et 27 mm pour la femelle.
La larve vit sur le lierre, Kennedia prostrata, l'avocatier (parasite) mais également sur d'autres familles de plantes (Caprifoliaceae, Oleaceae…).

## Galerie

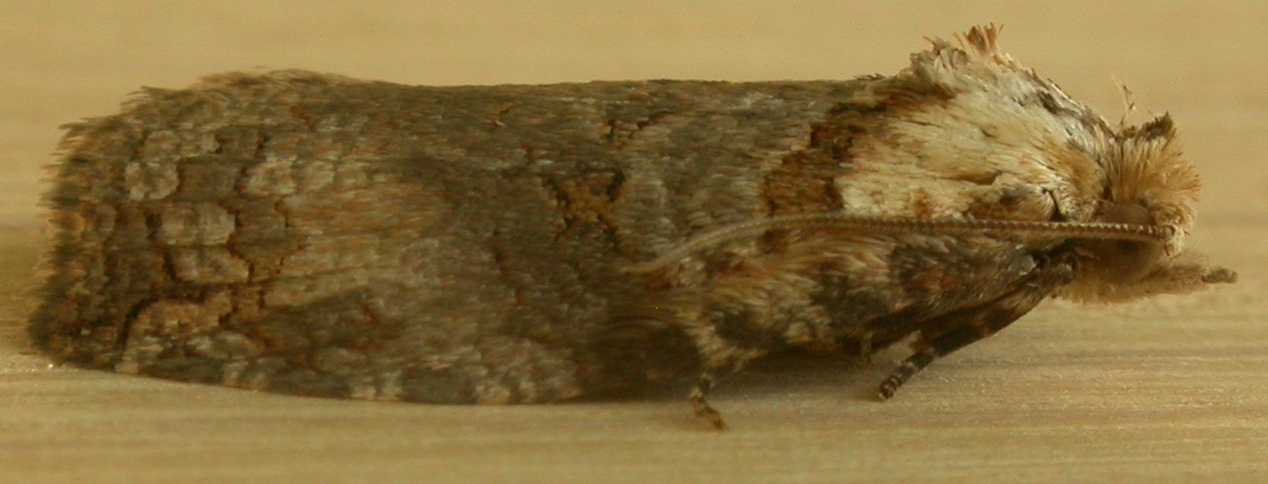